# Moïse sauvé des eaux (Gentileschi)
Pour les articles homonymes, voir Moïse sauvé des eaux.

Moïse sauvé des eaux est un tableau d'Orazio Gentileschi dont il existe deux versions, l'une à la National Gallery de Londres et l'autre au musée du Prado à Madrid, toutes deux composées lors de la période londonienne du peintre italien sur le thème biblique de la découverte de Moïse dans son berceau sur les eaux du Nil par la fille de Pharaon (Exode 2, 1-10).

## Version de Londres
La version de Londres est une peinture à l'huile sur toile de 257 × 301 cm, composée par Orazio Gentileschi vers 1630-1631 et acquise par la National Gallery en décembre 2019 pour 22 millions de livres après avoir été exposée en prêt dans le musée londonien pendant plus de vingt ans,.
Peint lors de la résidence de Gentileschi à la cour de Charles Ier entre 1626 et 1639 et commandé pour célébrer la naissance du futur Charles II, le tableau était destiné à la Maison de la Reine à Greenwich,. 

## Version de Madrid
La version de Madrid est un tableau de 242 × 281 cm exposé au musée du Prado. Copie de la version de Londres, il est peint en 1633 par Gentileschi pour être offert à Philippe IV. 